# العلاقات السويدية البوتسوانية
العلاقات السويدية البوتسوانية هي العلاقات الثنائية التي تجمع بين السويد وبوتسوانا.

## مقارنة بين البلدين
هذه مقارنة عامة ومرجعية للدولتين:
| وجه المقارنة                                              | السويد                                                                               | بوتسوانا                       |
| --------------------------------------------------------- | ------------------------------------------------------------------------------------ | ------------------------------ |
| المساحة (كم2)                                             | 450.30 ألف                                                                           | 581.74 ألف                     |
| عدد السكان (نسمة)                                         | 10.16 مليون                                                                          | 2.29 مليون                     |
| الكثافة السكانية (ن./كم²)                                 | 22.56                                                                                | 3.94                           |
| العاصمة                                                   | ستوكهولم                                                                             | غابورون                        |
| اللغة الرسمية                                             | اللغة السويدية، لغات السامي، اللغة الفنلندية، منكيلي، اللغة الرومنية، اللغة اليديشية | لغة إنجليزية                   |
| العملة                                                    | كرونة سويدية                                                                         | بولا بوتسواني                  |
| الناتج المحلي الإجمالي (بليون دولار)                      | 538.04 مليار                                                                         | 17.41 مليار                    |
| الناتج المحلي الإجمالي (تعادل القوة الشرائية) بليون دولار | 469.01 مليار                                                                         | 35.84 مليار                    |
| الناتج المحلي الإجمالي الاسمي للفرد دولار أمريكي          | 50.58 ألف                                                                            | 6.36 ألف                       |
| الناتج المحلي الإجمالي للفرد دولار أمريكي                 | 45.30 ألف                                                                            | 16.10 ألف                      |
| مؤشر التنمية البشرية                                      | 0.907                                                                                | 0.698                          |
| رمز المكالمات الدولي                                      | +46                                                                                  | +267                           |
| رمز الإنترنت                                              | .se                                                                                  | .bw                            |
| المنطقة الزمنية                                           | توقيت وسط أوروبا، ت ع م+01:00، ت ع م+02:00، أوروبا/ستوكهولم ‏                         | ت ع م+02:00، توقيت وسط إفريقيا |

## مدن متوأمة
في ما يلي قائمة باتفاقيات التوأمة بين مدن سويدية وبوتسوانية:
- ترتبط Västerås Municipality [الإنجليزية]‏ مع غابورون باتفاقية توأمة منذ 2012.[15][16][17][18]

## منظمات دولية مشتركة
يشترك البلدان في عضوية مجموعة من المنظمات الدولية، منها:
| علم المنظمة | اسم المنظمة                               | تاريخ انضمام السويد | تاريخ انضمام بوتسوانا |
| ----------- | ----------------------------------------- | ------------------- | --------------------- |
|             | مؤسسة التنمية الدولية                     | 24 سبتمبر 1960      | 24 يوليو 1968         |
|             | يونسكو                                    | 23 يناير 1950       | 16 يناير 1980         |
|             | وكالة ضمان الاستثمار متعدد الأطراف        | 12 أبريل 1988       | 15 مايو 1990          |
|             | الأمم المتحدة                             | 19 نوفمبر 1946      | 17 أكتوبر 1966        |
|             | الاتحاد البريدي العالمي                   | ?                   | ?                     |
|             | البنك الدولي للإنشاء والتعمير             | 31 أغسطس 1951       | 24 يوليو 1968         |
|             | الاتحاد الدولي للاتصالات                  | 1866                | 2 أبريل 1968          |
|             | منظمة حظر الأسلحة الكيميائية              | ?                   | ?                     |
|             | مؤسسة التمويل الدولية                     | 20 يوليو 1956       | 23 مارس 1979          |
|             | المركز الدولي لتسوية المنازعات الاستشارية | 28 يناير 1967       | 14 فبراير 1970        |
|             | منظمة التجارة العالمية                    | 1995                | ?                     |
|             | منظمة الشرطة الجنائية الدولية             | ?                   | ?                     |
|             | البنك الإفريقي للتنمية                    | ?                   | ?                     |

## وصلات خارجية
- موقع وزارة الخارجية السويدية
- موقع وزارة الخارجية البوتسوانية